# Pirro de Epiro
Pirro, en griego Πύῤῥος τῆς Ἠπείρου (318-272 a. C.) 'rubio' o 'pelirrojo', apodado Ἀετός (‘águila’) por sus soldados. Fue basileos (rey) de Epiro de 307 a 302 a. C. y de nuevo entre 297 y 272 a. C. También ostentó brevemente la corona de Macedonia en dos ocasiones: en 287 a. C. y posteriormente de 273 a. C. hasta su muerte, un año después. Es considerado uno de los mejores generales de su época, y uno de los grandes rivales de la República romana durante su expansión.
Durante su reinado expandió el territorio de Epiro a costa de zonas de Macedonia y Tesalia. Se enfrentó a Casandro y Demetrio Poliorcetes en Macedonia, derrotándolos y haciéndose con el reino hasta ser expulsado por sus habitantes, que proclamaron a Lisímaco de Tracia, su aliado, como rey.  Más tarde se trasladó a Italia en ayuda de los tarentinos, enfrentándose a la República romana a la que derrotó en dos ocasiones, pero a costa de tales pérdidas, que fue finalmente vencido en la batalla de Benevento y se vio obligado a retirarse.
Durante su estancia en Italia, conquistó la mayor parte de la Sicilia púnica, pero no pudo adueñarse de la ciudad cartaginesa de Lilibea. La incomodidad de los griegos sicilianos le obligó a abandonar la isla.
A su regreso a Grecia, se enfrentó con Antígono II Gónatas que reinaba por entonces en Macedonia. Se apoderó del reino y emprendió una guerra con Areo I de Esparta, en apoyo de su antiguo rey Cleónimo. Incapaz de conquistar la ciudad, recibió una petición de ayuda de Aristeo de Argos. Durante los combates en el interior de esta ciudad, recibió el impacto de una teja arrojada por una anciana, y fue asesinado mientras yacía inconsciente por el golpe.

## Vida
Nació en 318 a. C. o 319 a. C., hijo de Eácides y Ftía. Su madre era hija de Menón de Farsalia, un distinguido caudillo durante la guerra entre Grecia y Macedonia que estalló a la muerte de Alejandro Magno, más conocida como guerra lamiaca. Los ancestros de Pirro se consideran descendientes de Neoptólemo, hijo de Aquiles, quien se dice que se estableció en Epiro tras la guerra de Troya y dio origen a la saga de los molosos.
Su padre, Eácides, ascendió al trono al morir su primo Alejandro, muerto en Italia en 326 a. C. Alejandro era hermano de Olimpia, a su vez madre de Alejandro Magno. Fue esta conexión con la familia real macedonia la que perjudicó a Pirro durante sus primeros años de vida.
Su padre marchó a Macedonia para apoyar a Olimpia contra Casandro. A la victoria de este, Eácides y Olimpia fueron obligados a huir. Los epirotas, reacios a mantener un conflicto con Casandro, se reunieron en asamblea y desposeyeron a Eácides del trono. Muchos de los amigos de este que seguían en Epiro fueron asesinados, y el propio Pirro se salvó solo gracias a la fidelidad de los más allegados al rey. Fue llevado a presencia de Beroe, esposa de Glaucias, quien era rey de la tribu iliria de los taulantianos. Glaucias rehusó noblemente entregar al joven a Casandro, y le proporcionó protección en su corte. Eácides murió en combate poco después, y Pirro fue criado por Glaucias como uno más de sus hijos.

### Primer reinado y enfrentamiento con Casandro

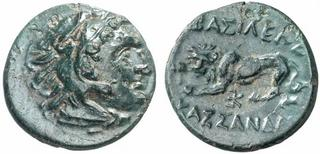
Moneda griega mostrando a Casandro en el anverso y un león en el reverso. La inscripción en antiguo griego reza: ΒΑΣΙΛΕΩΣ ΚΑΣΣΑΝΔΡΟΥ, basileos Casandro.

Un decenio después, cuando Demetrio arrebató el control de Grecia a Casandro, Glaucias restauró a Pirro en el trono epirota. Teniendo este doce años de edad, el reino fue regentado por guardianes. Pero Pirro no mantuvo mucho tiempo la posesión de sus dominios hereditarios: Demetrio se vio obligado a dejar Grecia y cruzar el estrecho del Bósforo en ayuda de su padre Antígono I Monóftalmos, amenazado por las fuerzas combinadas de Casandro, Ptolomeo, Seleuco y Lisímaco. Casandro recuperó la supremacía en Grecia y presionó a los epirotas para que expulsaran por segunda vez a su joven rey. Pirro, que contaba solo 17 años, se unió a Demetrio, casado con su hermana Deidamia; le acompañó a Asia y estuvo presente en la batalla de Ipsos (301 a. C.), durante la cual ganó un gran renombre por su valor. Aún siendo muy joven, se dice que cargaba impetuosamente contra cualquiera que se cruzara en su camino, actitud esta que le distinguió durante el resto de su vida militar. Sus esfuerzos, sin embargo, poco pudieron hacer para cambiar el signo de la batalla, y se vio obligado a batirse en retirada. Antígono murió en la refriega y Demetrio se convirtió en fugitivo. Pero Pirro no desertó de su cuñado, y poco después viajó en su nombre a Egipto en calidad de rehén, cuando Demetrio concertó la paz con Ptolomeo. Pirro fue lo suficientemente hábil o afortunado para ganarse el favor de Berenice, esposa de Ptolomeo, y recibió como esposa a Antígona, hija de Berenice y su primer marido. Ptolomeo le proporcionó una flota y tropas, con las que le fue posible regresar a Epiro. Neoptólemo, probablemente hijo de Alejandro de Epiro, reinaba por entonces, pero su tiránico gobierno le granjeó muchos enemigos.
Ambos rivales consintieron en compartir la soberanía del reino, pero este pacto no podía durar mucho tiempo, y Pirro anticipó su propia destrucción asesinando a su rival. Estos hechos ocurrieron hacia 295 a. C., año en que Pirro comenzó su reinado. Como Casandro no murió hasta finales de 297 a. C., la soberanía compartida de Pirro y Neoptólemo solo podía durar un corto periodo, pues es improbable que Pirro se aventurara a regresar a su hogar natal con su archienemigo aún vivo.

### Segundo reinado y conquistas en Macedonia

Localización de las diferentes tribus epirotas.

Pirro tenía veintitrés años cuando se estableció firmemente en el trono de Epiro (295 a. C.) y pronto se convirtió en uno de los príncipes más queridos de su edad. Su atrevimiento y coraje le granjearon el respeto de las tropas, y su afabilidad y generosidad aseguraron el amor de su pueblo. Su carácter se asemejaba en muchos aspectos al de su antepasado Alejandro, al que parece que convirtió en su modelo a temprana edad. Sus intenciones se dirigieron primero hacia la conquista de Macedonia. Una vez dueño de ese país, podía esperar conseguir la soberanía de Grecia. Con toda Grecia bajo su égida, no existía fin para sus ambiciones, acabando en un extremo con la conquista de Italia, Sicilia y Cartago, y en el opuesto con los dominios de los reyes griegos en Oriente.
La inestabilidad macedonia tras la muerte de Casandro puso pronto a su alcance el primer cimiento de sus ambiciones. Antípatro y Alejandro, los hijos de Casandro, se enfrentaron por la herencia de su padre. El segundo, en clara desventaja, acudió a Pirro en busca de ayuda. Pirro accedió con la condición de que recibiría todos los dominios macedonios en la mitad occidental de Grecia: Acarnania, Anfiloquía y Ambracia, así como los distritos de Tinfea y Paravea, que formaban parte de la propia Macedonia. Pirro cumplió sus compromisos con Alejandro y expulsó a su hermano Antípatro de Macedonia en 294 a. C., aunque parece ser que este pudo conservar una pequeña porción del reino.

### Guerra contra Demetrio Poliorcetes
Pirro había visto su poder incrementado gracias a las extensas anexiones territoriales que había conseguido, fortaleciéndose aún más mediante su alianza con los etolios. Pero el resto de Macedonia cayó inesperadamente en manos de un poderoso vecino: Alejandro pidió ayuda a Demetrio además de a Pirro, pero, encontrándose el último más próximo, restauró a Alejandro su reino antes de que Demetrio llegara al teatro de operaciones. Demetrio, no obstante, se mostraba reacio a perder su oportunidad de engrandecerse, de modo que abandonó Atenas y llegó a Macedonia a finales de 294 a. C. Poco tiempo después, dio muerte a Alejandro, convirtiéndose así en rey de Macedonia. Entre dos enemigos tan poderosos y de espíritu tan inquieto como Demetrio y Pirro, pronto nacieron celos y disputas. Ambos codiciaban los dominios del otro, y los antiguamente amigos se convirtieron en los más mortales enemigos. Deidamia, que podía haber actuado de mediadora entre su marido y su hermano, había muerto.
La guerra estalló finalmente en 291 a. C. Durante este año, Tebas se rebeló por segunda vez contra Demetrio, probablemente instigada por Pirro. Mientras el monarca macedónico se dirigía en persona a acallar la rebelión, Pirro efectuó un movimiento diversivo invadiendo Tesalia, pero fue obligado a retirarse a Epiro ante las superiores fuerzas de Demetrio. En 290 a. C. capituló Tebas, dejando a Demetrio libertad para enfrentarse a Pirro y sus aliados etolios. Siguiendo esta estrategia, invadió Etolia en la primavera de 289 a. C. Tras arrasar los campos prácticamente sin oposición, marchó hacia Epiro, dejando a Pantauco con un poderoso destacamento al cargo de Etolia. Pirro avanzó a su encuentro, pero por una carretera diferente, de modo que Demetrio entró en Epiro y Pirro en Etolia prácticamente al mismo tiempo. Pantauco le ofreció inmediatamente batalla, durante la cual retó al rey a combate singular. El reto fue inmediatamente aceptado por el joven, quien derribó a Pantauco y podría haberle matado, de no haber sido rescatado por sus guardaespaldas. Los macedonios, desanimados ante la caída de su jefe, huyeron dejando a Pirro como dueño del campo de batalla. Esta victoria, no obstante, reportó más ventajas que las que parecerían obvias: los movimientos impetuosos y el atrevido arrojo del rey epirota recordaron a los veteranos del ejército macedonio al gran Alejandro, pavimentando así para Pirro el camino al trono macedonio. Demetrio, mientras tanto, no encontró oposición en Epiro, y durante la expedición conquistó Córcira.
A la muerte de Antígono, Pirro, de acuerdo a la costumbre de los reyes de su edad, contrajo triple matrimonio para fortalecer sus lazos con príncipes extranjeros. De estas esposas, una era una princesa peonia, otra una iliria y la tercera Lanassa, hija de Agatocles de Siracusa, a quien concedió la isla de Córcira como dote. Pero Lanassa, ofendida ante la atención que Pirro dispensaba a sus esposas bárbaras, se retiró a su principado de Córcira, que había concedido a Demetrio junto con su mano. Pirro regresó entonces a Epiro más iracundo que nunca hacia Demetrio, quien se había retirado a Macedonia.

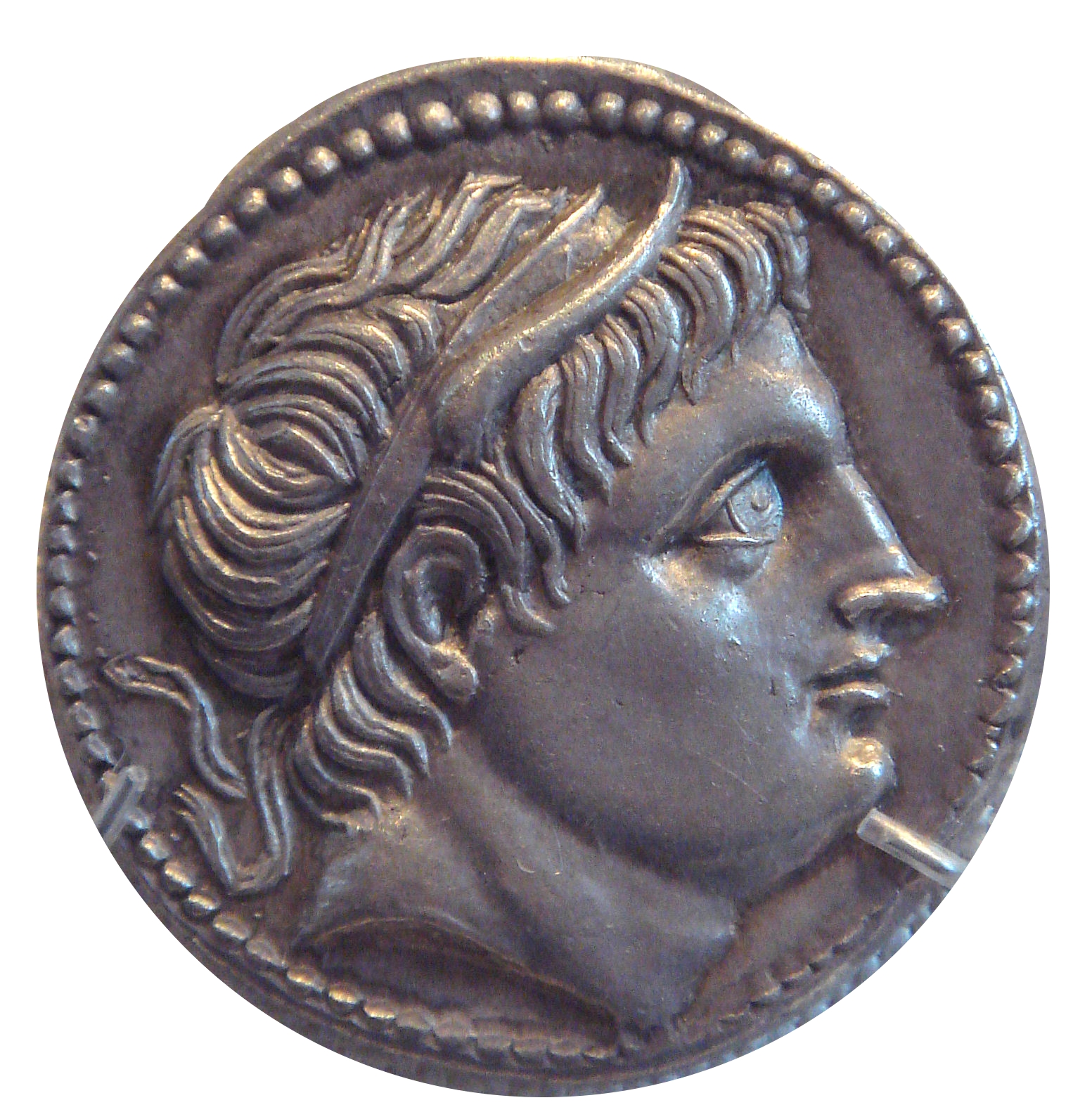
Moneda que muestra la efigie de Demetrio I de Macedonia, Poliorcetes. Metropolitan Museum of Art, Nueva York.

A comienzos de 288 a. C. Pirro aprovechó que Demetrio se encontraba gravemente enfermo para invadir Macedonia. Avanzó tan lejos como Edesa sin encontrar oposición, pero por entonces Demetrio logró superar su enfermedad y colocarse a la cabeza de las tropas para expulsar al rival fuera del país sin mayor dificultad. Sin embargo, dadas sus intenciones de recuperar los dominios de su padre en Asia, se apresuró a firmar la paz con Pirro para poder continuar con sus preparativos sin verse molestado. Sus viejos enemigos Seleuco, Ptolomeo y Lisímaco, se unieron de nuevo en coalición contra él, y decidieron acabar con su poder en Europa antes de que cruzara el estrecho, siendo atacado por Lisímaco en Anfípolis. Convencieron con facilidad a Pirro para que rompiera su reciente trato con Demetrio y se uniera a la coalición. De ese modo, en la primavera de 287 a. C., mientras Ptolomeo se presentaba con una poderosa flota ante las costas griegas, Lisímaco invadía las provincias superiores y Pirro las inferiores de Macedonia al mismo tiempo. Demetrio marchó primero contra Lisímaco, pero alarmado ante el desánimo de sus tropas y temiendo que se pasaran al bando de Lisímaco, uno de los veteranos generales y compañeros de Alejandro, deshizo rápidamente sus pasos y se dirigió hacia la hueste de Pirro, que había avanzado hasta Veria y establecido allí su cuartel general. Pirro se mostró un rival tan formidable como Lisímaco: la amabilidad con la que trataba a sus prisioneros, su condescendencia y afabilidad ante los habitantes de Veria, ganaron la voluntad de los habitantes. Así, cuando Demetrio se aproximaba, sus tropas desertaron en masa y juraron lealtad a Pirro. Demetrio fue obligado a huir de incógnito, dejando el reino a su rival. Pirro fue incapaz en todo caso de asegurarse el control de toda Macedonia: Lisímaco reclamó su parte, y el reino fue dividido entre ellos. Pero Pirro no pudo mantener su porción durante mucho tiempo: los macedonios preferían el gobierno de su viejo general Lisímaco, y el joven rey fue expulsado y tuvo que regresar a Epiro.
Se desconoce cuánto tiempo reinó Pirro en Macedonia. Dexipo y Porfirio cifran su mandato en siete meses, lo que implicaría que fue expulsado a finales de 287 a. C. o comienzos de 286 a. C. Otros escritores, sin embargo, afirman que esto ocurrió tras la muerte de Demetrio en Siria, algo que no ocurrió hasta mediados de 286 a. C. El reinado de Pirro en Macedonia fue probablemente algo más duradero.

### Preparativos para la expedición a Italia
Pirro se ausenta de su reino en 284 a. C. con destino desconocido, circunstancia que aprovecha Lisímaco para invadir Epiro y saquear el reino «hasta llegar a las tumbas reales». Durante los siguientes años Pirro parece haber reinado en silencio en Epiro, sin embarcarse en ninguna nueva empresa, pero una vida tan tranquila le resultaba insoportable y anhelaba nuevas acciones donde pudiera ganar gloria y expandir su reino.
En 281 a. C. se presentó la oportunidad deseada. Los tarentinos, a los cuales les habían declarado la guerra los romanos, enviaron una embajada a Pirro en verano, rogándole en nombre de todos los griegos italianos que cruzara el mar Jónico y guerreara contra los romanos. Solo le pidieron un general, bajo cuyo mando prometieron que «pondrían a ciento cincuenta mil infantes y veinte mil jinetes, ya que todas las naciones del sur de Italia se unirían bajo su estandarte». Esta oferta resultaba demasiado tentadora para rehusarla, pues hacía realidad uno de sus tempranos sueños: la conquista de Roma le llevaría posteriormente a la soberanía sobre Sicilia y África. Después, le sería posible regresar a Grecia con las fuerzas combinadas de estos países para derrotar a sus rivales y reinar como señor del mundo. Además, se sentía en deuda con los tarentinos, pues le habían suministrado apoyo naval en la reconquista de Córcira. Prontamente, prometió asistir a los tarentinos, ignorando las palabras de su sabio y fiel consejero Cineas. Pero, dado que no podía confiar el éxito de tal empresa al valor y fidelidad de las tropas italianas, empezó los preparativos para llevar un poderoso ejército con él. Estos preparativos le mantuvieron ocupado el resto del año y comienzos del siguiente. Los príncipes griegos hicieron todo lo que estaba en su mano para favorecer sus designios, contentos de mantener alejado a un vecino tan peligroso. Antígono II le proporcionó barcos, Antíoco dinero y Ptolomeo Cerauno tropas. Pirro dejó a su hijo Ptolomeo, de quince años de edad, a cargo del reino.

### Guerras Pírricas

Movimientos de Pirro en la guerra contra Roma (280-275 a. C).

Tan pronto estuvo preparado, Pirro viajó a Italia. Era el año 280 a. C. y el rey contaba treinta y ocho años de edad. Llevó consigo un ejército de veinte mil infantes, tres mil jinetes, dos mil arqueros, quinientos honderos y veinte o cincuenta elefantes, según las fuentes. Previamente había enviado a Milo, uno de sus generales, con un destacamento de tres mil soldados. Tal era su impaciencia por llegar a Tarento y comenzar las acciones militares, que levó anclas antes de que finalizara la estación de las tormentas. Apenas había embarcado cuando estalló una violenta tempestad, que dispersó la flota. Su propia vida corrió peligro, y llegó a Tarento con apenas una pequeña porción del ejército. Después de un tiempo, los dispersos navíos empezaron a hacer aparición. Tras reunir las tropas, inició los preparativos para la guerra. Los habitantes de Tarento eran gente licenciosa, poco acostumbrada a los rigores de la guerra y reacia a soportar duras privaciones. Así, intentaron evitar alistarse en el ejército y comenzaron a quejarse en las asambleas públicas de las exigencias de Pirro y de la conducta de sus tropas. Pero el epirota les trataba más como si fuera su rey que su aliado: cerró el teatro y el resto de los lugares públicos y obligó a los jóvenes a servir en su ejército.

#### Guerra contra los romanos en Italia
A pesar de los preparativos de Pirro, los romanos fueron los primeros en presentar batalla. El cónsul Publio Valerio Levino avanzó sobre Lucania. Pirro, ante su inferioridad en hombres y material, intentó ganar tiempo a través de la negociación, para que pudieran unírsele sus aliados italiotas. De este modo, escribió al cónsul, ofreciéndole mediar entre Roma y estos. Pero el desconocimiento de su enemigo y quizá la imprudencia le llevaron a escribir palabras orgullosas, que fueron respondidas en un tono de desaire por Levino.

En cuanto a nosotros, acostumbramos castigar a nuestros enemigos, no con palabras, sino con actos. No te convertiremos en juez en nuestros problemas con los tarentinos, samnitas o el resto de nuestros enemigos, y tampoco te aceptaremos como garante para el pago de cualquier indemnización, sino que decidiremos el resultado con nuestras propias armas y fijaremos los castigos que nosotros deseemos. Ahora que estás avisado de ello, prepárate para ser no nuestro juez, sino nuestro rival.
Publio Valerio Levino

##### Batalla de Heraclea

Esquema de la batalla de Heraclea.

Temiendo permanecer inactivo más tiempo, aunque aún no había recibido los refuerzos de sus aliados, Pirro atacó a los romanos con sus propias tropas y los tarentinos. Dispuso su ejército entre las ciudades de Pandosia y Heraclea de Lucania, en el cauce izquierdo (septentrional) del río Siris. Los romanos acamparon en la ribera sur del río y dieron comienzo al combate. Cruzaron el río y fueron atacados inmediatamente por la caballería de Pirro, que lideraba la carga en persona, distinguiéndose como era habitual por sus gestos de valor individual. Los romanos, por su lado, aguantaron el ataque con bravura; y Pirro, viendo que su caballería podía no ser suficiente, ordenó avanzar a la infantería. La batalla seguía disputada, y hasta siete veces avanzaron y retrocedieron ambos ejércitos. No fue hasta que Pirro trajo sus elefantes a vanguardia, avasallando todo a su paso, que los romanos emprendieron la huida. La caballería tesalia completó la persecución y derrota. Los romanos huyeron en una gran confusión a través del río Siris, dejando su campamento al conquistador. La batalla había durado un día completo, y fue probablemente la llegada del anochecer lo que salvó al ejército romano de una destrucción completa. Aquellos que escaparon buscaron refugio en una ciudad de Apulia.
El número de bajas de ambos ejércitos varía según las fuentes, pero las pérdidas de Pirro, aun inferiores a las romanas, fueron bastante considerables, y una gran proporción de sus oficiales y mejores tropas habían caído. Se dice que, mientras contemplaba el campo de batalla, Pirro dijo:

Otra victoria como esta, y tendré que regresar a Epiro solo
Pirro

Actuó con generosidad tras la batalla, enterrando los cadáveres de los romanos del mismo modo que los de sus propias tropas, y tratando a los prisioneros con amabilidad. Para conmemorar esta victoria, Pirro escribió una dedicatoria en el oráculo de Dodona.

##### Ultimátum a Roma
Esta victoria trajo consigo notables consecuencias. Los aliados de Pirro, que hasta entonces se habían mantenido a una prudente distancia, se unieron al rey, e incluso varios súbditos de Roma abandonaron su causa. Consiguió ganarse a su bando a brucios, lucanos y samnitas. Pero su victoria había sido costosa, y la experiencia de la última batalla le enseñó las dificultades que podía encontrarse en su objetivo de conquistar Roma. Así pues, envió a su ministro Cineas a Roma con propuestas de paz, mientras él reunía las fuerzas de sus aliados y marchaba lentamente hacia la Italia central. Los términos que ofreció en su propuesta fueron los de un conquistador:
- Que los romanos debían reconocer la independencia de los italiotas.
- Que debían restaurar a samnitas, lucanos, apulios y brucios todas las posesiones perdidas en la guerra.
- Que Roma debía firmar la paz con él mismo y con los tarentinos.

Tan pronto como se acordara el tratado de paz en estos términos, el epirota devolvería todos los prisioneros romanos sin rescate alguno. Cineas, cuya persuasiva elocuencia se dice que ganó más ciudades para Pirro que sus ejércitos, no reparó en medios para asegurar el favor de los romanos hacia su rey e inducirles a aceptar la paz. Las perspectivas de la república parecían tan oscuras que muchos senadores consideraron prudente acceder a las demandas de Pirro, y probablemente esto habrían hecho de no ser por el discurso patriótico del anciano censor Apio Claudio Ceco, quien rechazó la idea de rendición y expulsó a Cineas de Roma ese mismo día.

##### Conquista de Palestrina

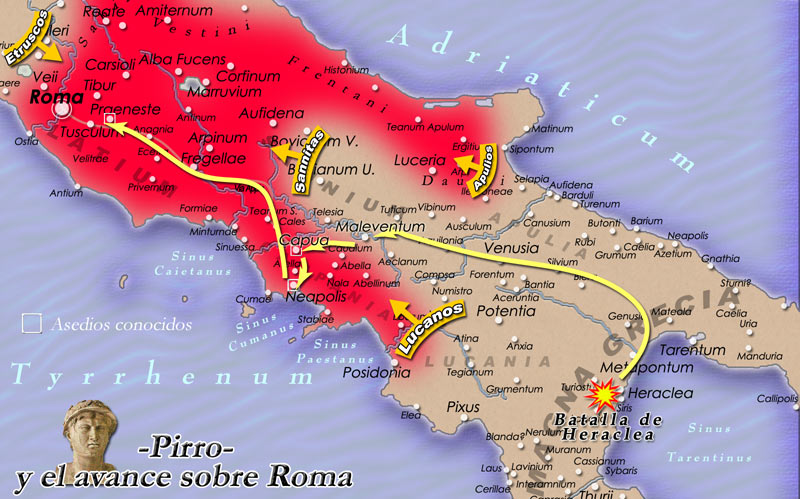
Avance de Pirro sobre Roma.

Cineas regresó ante Pirro, relatándole que ningún resultado podía esperar por vía diplomática. Consecuentemente, el rey decidió continuar la guerra con vigor. Avanzó a marchas forzadas hacia Roma, saqueando los terrenos de los aliados romanos en su camino. A sus espaldas se hallaba el cónsul Levino, cuyo ejército había sido reforzado con dos legiones, reclutadas en Roma mientras el Senado reconsideraba las ofertas de Pirro. En cualquier caso, Levino no se aventuró a atacar a las superiores fuerzas del enemigo, sino que se contentaba con hostigar su marcha y retrasar su avance mediante ágiles escaramuzas. En respuesta, Pirro prosiguió el avance a una marcha más lenta pero firme, sin encontrar al frente digna oposición, hasta llegar a Preneste, que capturó. Se hallaba a solo 35 km de Roma, mientras sus avanzadillas llegaban hasta 9 km al este de la ciudad. Una nueva marcha le habría llevado a las murallas de la ciudad, pero allí vio frenado su avance. En este momento fue informado de que se había firmado la paz con los etruscos, y de que el otro cónsul, Tiberio Coruncanio, había regresado con su ejército a Roma. Se había desvanecido toda esperanza de acordar la paz con los romanos, con lo que Pirro decidió retroceder lentamente a Campania. Desde ese lugar se retiró a sus cuarteles de invierno en Tarento, y ninguna otra batalla fue librada ese año.

##### Invierno en Tarento
Tan pronto como los ejércitos se acuartelaron para pasar el invierno, los romanos enviaron una embajada a Pirro, con la intención de tantear el rescate de los prisioneros romanos o su intercambio por un número similar de prisioneros tarentinos o aliados. Los embajadores fueron recibidos por Pirro con la mayor distinción, y sus entrevistas con Cayo Fabricio Luscino, portavoz de la embajada, dieron lugar a una de las más célebres historias de los anales de Roma, embellecida y relatada de distintas maneras por poetas e historiadores.
Rehusó, no obstante, acceder a las peticiones de los romanos, pero al mismo tiempo, como muestra de su confianza en el honor romano y admiración hacia su carácter, permitió que los prisioneros fueran a Roma a celebrar las Saturnales, estipulando que regresaran a Tarento si el Senado romano no aceptaba los términos que les había ofrecido previamente a través de Cineas. Como el Senado permaneciera firme en su resolución, todos los prisioneros regresaron a Pirro, bajo la amenaza de ser condenados a muerte si permanecían en la ciudad.

##### Batalla de Asculum
La guerra se reemprendió al año siguiente, en 279 a. C. Poco se conoce de esta campaña. Los cónsules en Roma eran Publio Decio Mus y Publio Sulpicio Saverrión. Apulia fue el principal campo de operaciones, y la gran batalla de la campaña se libró cerca de Asculum. El primer encuentro tuvo lugar a las orillas de un río, donde la naturaleza desigual del terreno complicaba los movimientos de la falange, dando ventaja a los romanos. Sin embargo, Pirro maniobró hasta situar a sus enemigos en llano, donde los romanos fueron derrotados y se retiraron a su campamento. Este se hallaba tan cerca del campo de batalla, que no cayeron más de seis mil romanos, mientras Pirro, de acuerdo a lo que rezan sus comentarios, perdió tres mil quinientos cinco soldados. Esta victoria no concedió ventaja alguna a Pirro, y se vio obligado a retirarse de nuevo a Tarento para pasar el invierno sin mayores avances. Por su victoria en Asculum, a dicho tipo de triunfo se le llama desde entonces victoria pírrica, cuando el triunfador consigue un éxito a costa de importantes daños. Respondiendo a las felicitaciones por haber vencido a los romanos, Pirro afirmó:

Ἂν ἔτι μίαν μάχην νικήσωμεν, ἀπολώλαμεν
¡Otra victoria como esta y estaré vencido!
Pirro

##### Tregua con Roma

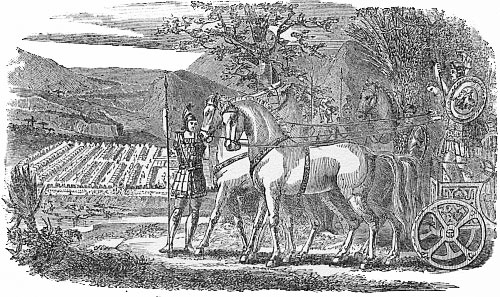
Pirro observa un campamento romano. Ilustración del libro History of Pyrrhus de Jacob Abbott.

En esta batalla, como ocurrió en Heraclea, el grueso de la acción recayó casi exclusivamente en las tropas griegas del rey, y el estado de Grecia, tras las invasiones galas de ese año, hacía inviable la posibilidad de que Pirro recibiera refuerzos desde Epiro. Así pues, Pirro evitó arriesgar las vidas de sus griegos supervivientes en una nueva campaña contra los romanos.
Recibió entonces dos embajadas procedentes de Siracusa. Tras una larga guerra civil entre Tenón y Sóstrato, la ciudad se encontraba indefensa ante la invasión púnica, y ambos generales buscaban el apoyo de Pirro. Esta empresa parecía más sencilla que aquella en la que se encontraba embarcado, y poseía la atracción de la novedad, que siempre había seducido al rey. No obstante, antes era necesario suspender las hostilidades con los romanos, que asimismo se hallaban deseosos de verse libres de un oponente tan formidable y completar la subyugación del sur de Italia sin más interrupciones. Como ambos bandos compartían deseos comunes, no fue difícil que llegaran a un acuerdo para finalizar la guerra. Esto ocurrió a principios de 278 a. C. cuando uno de los médicos de Pirro, llamado Nicias, desertó a las filas romanas y propuso a los cónsules envenenar a su señor. Los cónsules Fabricio y Emilio enviaron al desertor de vuelta ante su rey, afirmando que aborrecían la idea de conseguir una victoria mediante la traición. Para mostrar su gratitud, Pirro envió a Cineas a Roma con todos los prisioneros romanos, entregándolos sin rescate. Parece que Roma otorgó entonces una tregua a Pirro, no así una paz formal, ya que el rey no consintió en abandonar Italia.

#### Guerra contra los cartagineses en Sicilia

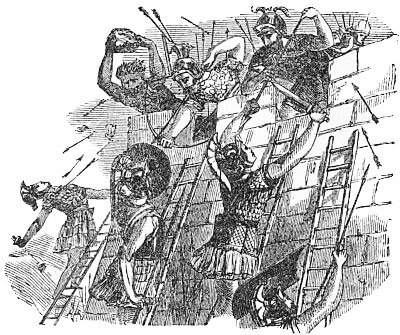
Pirro asalta Lilibea. Ilustración del libro History of Pyrrhus de Jacob Abbott.

Libre para desplazarse a la isla, Pirro se dirigió allí dejando a Milo al cargo de Tarento y a su hijo Alejandro, con otra guarnición, en Locri. Los tarentinos reclamaron la retirada de sus tropas, si estas no iban a ayudarles en el campo de batalla, pero Pirro desatendió sus peticiones manteniendo la posesión de su ciudad y la de Locri, esperando ser capaz de regresar pronto a Italia a la cabeza de los griegos sicilianos, de cuya isla su imaginación ya le había coronado soberano.
Tras desembarcar en Siracusa, arbitró en la paz entre Tenón y Sóstrato, y recibió soldados y dinero de otros gobernadores griegos sicilianos, como Heráclides de Leontino. Permaneció en Sicilia más de dos años, de mediados de 278 a. C. a finales de 276 a. C. Consiguió grandes éxitos iniciales, expulsando a los cartagineses y conquistando la ciudad fortificada de Erice, en un asedio en el cual fue el primero en subir las escalas y se distinguió como de costumbre por su coraje. Fue proclamado rey de Sicilia, título que destinó a su hijo Heleno (en herencia de su abuelo, pues era hijo de la hija de Agatocles), mientras que reservaba el inexistente título de rey de Italia para su hijo Alejandro.
Los púnicos se alarmaron de tal forma ante su éxito que le ofrecieron barcos y dinero, a condición de que formara una alianza con ellos, a pesar de que no hacía mucho que habían firmado un tratado con Roma. De forma poco inteligente, Pirro rechazó la oferta, que le habría reportado inmensas ventajas en su prosecución de la guerra contra Roma, y a instancias de los griegos sicilianos rehusó cualquier tipo de pacto con los cartagineses si no evacuaban la isla por completo. Poco después, Pirro fue rechazado con fuertes pérdidas tras su asalto a la impenetrable ciudad de Lilibea. El prestigio de sus éxitos se había esfumado.
Tras la derrota de Lilibea, Pirro decidió construir una flota y atacar a los cartagineses en África, como hiciera Agatocles en 310 a. C. Pero los griegos sicilianos, que le habían invitado a la isla, ahora estaban deseosos de que partiera y urdieron argucias contra él. Esto llevó a represalias por parte de Pirro, quien actuó de forma calificada como cruel y tiránica por los griegos. Se vio envuelto en ardides e insurrecciones de todo tipo, y pronto estaba tan deseoso de abandonar la isla como antes estuvo de salir de Italia. Así pues, cuando sus aliados italianos le rogaron de nuevo su asistencia, regresó prontamente a la península. Antes de partir, se giró a admirar la isla y dijo en voz alta:

¡Qué buena arena de combate dejamos aquí para romanos y cartagineses!
Pirro

#### Regreso a Italia
Pirro regresó a Italia en otoño de 276 a. C. Fue atacado por una flota cartaginesa en su viaje, perdiendo setenta de los barcos de guerra que había obtenido en Sicilia. Cuando desembarcó, tuvo que abrirse camino luchando contra los mamertinos, que habían cruzado el estrecho de Mesina para evitar su llegada. Les derrotó tras intensos combates, y finalmente llegó a la seguridad de Tarento. Sus tropas contaban por entonces aproximadamente los mismos números que la primera vez que desembarcara en Italia, pero de una calidad muy diferente. Los fieles epirotas habían caído en su mayoría, y sus fuerzas consistían principalmente en mercenarios, reclutados en Italia y de cuya fidelidad solo podía estar seguro mientras les condujera a la victoria, pagara sus sueldos y consintiera los saqueos.
Pirro no permaneció inactivo en Tarento, sino que comenzó rápidamente las operaciones, aunque la estación ya parecía avanzada. Recuperó Locri, que se había rebelado y pasado a los romanos. Como aquí se viera en dificultades para lograr el dinero necesario para pagar a todos sus soldados, y no consiguiendo más de sus aliados, fue inducido por algunos epicúreos a apropiarse de los tesoros del templo de Proserpina.

Piedad a destiempo es superstición, y buen consejo es aquél que lleva a conseguir riqueza sin esfuerzo.
Pirro

Los barcos en que el dinero debía ser embarcado para transportarlo a Tarento, fueron devueltos a Locri por una tormenta. Esta circunstancia afectó profundamente al ánimo de Pirro: ordenó que los tesoros fueran reintegrados al templo y condenó a muerte al desventurado que le aconsejó cometer ese acto profano. Desde entonces, como él mismo comenta en sus memorias, vivió atormentado por la idea de que la ira de Proserpina le perseguía y llevaba a la ruina.

##### Batalla de Benevento
El año 274 a. C. representó el final de la carrera militar de Pirro en Italia. Los cónsules en Roma eran Manio Curio Dentato y Servio Cornelio Merenda, el primero de los cuales marchó a Samnio y después entró en Lucania. Pirro avanzó contra Curio, acampado a las afueras de Benevento, y resolvió atacarle antes de que llegara Cornelio. Como Curio no deseaba arriesgarse a entablar batalla únicamente con su ejército, el rey planeó atacar el campamento romano a la caída de la noche. Pero erró los cálculos en tiempo y distancia: las antorchas se consumieron, los incursores equivocaron su camino y el sol ya asomaba en el horizonte cuando alcanzaron las colinas sobre el campamento romano. No obstante, su llegada cogió a los romanos por sorpresa, pero como la batalla parecía inevitable, Curio formó a sus tropas. Las exhaustas fuerzas de Pirro fueron fácilmente rechazadas, dos elefantes murieron y ocho más fueron capturados. Alentado por sus progresos, Curio no dudó en enfrentarse al rey en campo abierto. Un ala de los romanos resultó victoriosa, mientras la otra fue rechazada por la falange y los elefantes hacia su campo. Pero su retirada fue cubierta por una lluvia de proyectiles procedentes de las empalizadas del campamento. Los proyectiles impactaron sobre los elefantes, que volvieron sobre sus pasos y arrasaron todo a su paso. Los romanos volvieron entonces a cargar, derrotando ahora fácilmente al enemigo, que se retiró en desorden. La derrota fue completa, y Pirro llegó a Tarento con solo unos pocos jinetes.

### Regreso a Epiro
Era imposible proseguir la guerra más tiempo sin una nueva fuente de suministro de tropas de refresco, por lo que pidió ayuda a los reyes de Macedonia y Siria. Como estos ignoraron sus súplicas, no le quedó otra alternativa que abandonar Italia. Regresó a Grecia a finales del año, dejando a Milo con una guarnición en Tarento, como promesa de regresar a Italia en algún momento futuro. Pirro llegó a Epiro a finales de 274 a. C. tras una ausencia de seis años. Trajo de vuelta solo ocho mil infantes y quinientos jinetes, y tan poco dinero que ni siquiera estos podía mantener sin acometer nuevas empresas militares.

### Invasión de Macedonia
Por ello, a comienzos del siguiente año - 273 a. C. - invadió Macedonia, donde reinaba por entonces Antígono II Gónatas. Reforzó su ejército con un cuerpo de mercenarios galos, e inicialmente su único objetivo parecía ser el saqueo. Pero su éxito sobrepasó con creces sus expectativas: obtuvo la posesión de varias ciudades sin resistencia, y cuando finalmente Antígono avanzó a su encuentro, le emboscó en un desfiladero, acabando con la mayoría de sus mercenarios galos y capturando sus elefantes. El monarca macedonio vio como su falange desertaba y daba la bienvenida a Pirro como rey, y se retiró por el litoral, recuperando algunas ciudades costeras a su paso. Valoró especialmente Pirro la derrota de los enemigos galos, y consagró la mejor parte del botín al templo de Atenea de Itone, inscribiendo en él una elegía:

A Atenea Itónide en don consagra
estos escudos Pirro el Moloso,
a los feroces galos arrancados
cuando triunfó sobre Antígono y su hueste.
¿De qué hay que maravillarse ahora, si antes

los eácidas fueron invencibles?
Plutarco, Vidas Paralelas: Pirro, 26

Pirro se convirtió así en rey de Macedonia por segunda vez, pero apenas había tomado posesión del reino cuando su espíritu inquieto le llevó a nuevas gestas.

### Guerra con Esparta
Cleónimo había sido excluido del trono espartano muchos años atrás, y había recibido recientemente un nuevo insulto de la familia que reinaba en su lugar: Acrótato, hijo de Areo I, había seducido a Quelidonis (Χελιδονίς), joven esposa de Cleónimo. Este, ávido de venganza, acudió a la corte de Pirro y le persuadió para declarar la guerra a Esparta.
Pirro efectuó una expedición al Peloponeso. Mientras se encontraba allí, recibió a varias embajadas, entre ellas la espartana. Prometió enviar sus hijos a Esparta, para que fueran entrenados según los preceptos de Licurgo. Mientras los embajadores remarcaban la naturaleza pacífica y amigable de Pirro, este marchó a Laconia en 272 a. C. con un ejército de veinticinco mil infantes, dos mil jinetes y veinticuatro elefantes. Cuando los enviados lacedemonios le reprocharon actuar en contra de sus palabras, este respondió sonriendo:

Cuando vosotros los espartanos resolvéis hacer la guerra, es vuestra costumbre no informar de ello al enemigo. No me acuséis, por tanto, de injusticia, si he utilizado una estratagema espartana contra los mismos espartanos.
Pirro

Tal fuerza parecía imparable. En la ciudad no habían tomado medidas defensivas, y el propio rey Areo se encontraba en Creta, auxiliando a los gortinos. Tan pronto como llegó Pirro, Cleónimo le urgió a atacar directamente la ciudad. Según Plutarco, como el día se hallaba avanzado, Pirro resolvió retrasar el ataque hasta el día siguiente, temiendo que sus hombres saquearan la ciudad si caía después del atardecer. Durante la noche los espartanos no se mantuvieron de brazos cruzados: Todos los habitantes, ancianos y jóvenes, hombres y mujeres, trabajaron incesantemente en cavar un profundo foso frente al campo enemigo, y al final de cada dique formaron una fuerte barricada de carretas. Pausanias, sin embargo, dice que dichas trincheras y barricadas existían ya desde la guerra de 295 a. C. contra Demetrio, e incluso edificaciones cubriendo los puntos más débiles. También afirma que los espartanos presentaron batalla a Pirro, junto a sus aliados argivos y mesenios, y fueron derrotados, tras lo que el epirota se contentó con saquear el campamento enemigo. Según otros autores, al siguiente día, Pirro avanzó hacia la ciudad, pero fue rechazado por los espartanos, que luchaban bajo el mando de su joven jefe Acrótato de manera digna a su fama ancestral. Renovó el asalto al día siguiente, sin mejor resultado. La llegada de Areo con dos mil cretenses y de Aminias de Focea, general de Antígono, con tropas auxiliares desde Corinto, obligó a Pirro a abandonar toda esperanza de conquistar la ciudad. No abandonó su tarea por completo, pues resolvió pasar el invierno en el Peloponeso y prepararse para nuevas operaciones a la llegada de la primavera.

### Ataque a Argos y muerte

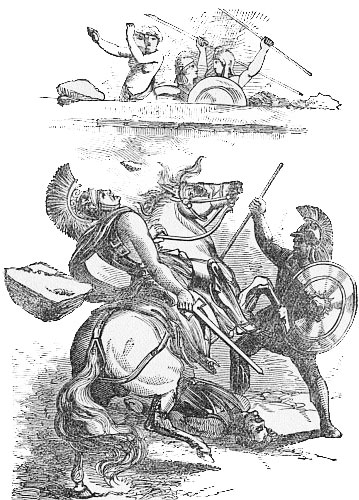
Muerte de Pirro. Ilustración en History of Pyrrhus de Abbott, edición de 1901.

Mientras hacía estos preparativos, recibió la invitación de Aristeas, uno de los notables de Argos, para asistirle contra su rival Arístipo, cuya causa favorecía Antígono. Pirro comenzó su avance desde Laconia, pero no alcanzó Argos sin severos combates, pues los espartanos de Areo molestaron su marcha y ocuparon algunos de los pasos de montaña. En uno de estos encuentros murió su primogénito Ptolomeo, con gran dolor de Pirro, que vengó su muerte acabando con la vida del jefe del destacamento lacedemonio con sus propias manos. Cuando llegó a la vecindad de Argos, encontró a Antígono acampado en una de las colinas junto a la ciudad, pero no pudo inducirle a presentar batalla.
Existía un partido en Argos, que no pertenecía a ninguna de las facciones contendientes, ansiosa por librarse tanto de Pirro como de Antígono. Mandaron una embajada a ambos reyes, rogándoles que se retiraran de la ciudad. Antígono se mostró de acuerdo, y envió a su hijo como rehén, pero Pirro rehusó por su parte y no envió ningún rehén. Al anochecer, Aristeas permitió el paso de Pirro a la ciudad, quien marchó sobre el mercado con parte de sus tropas, dejando a su hijo Heleno con el grueso de su ejército en el exterior. Cuando se dio la alarma, la ciudadela fue ocupada por los argivos de la facción contraria. Areo y sus espartanos, que habían seguido de cerca a Pirro, entraron en la ciudad. Antígono pudo introducir también una porción de sus soldados en el interior, bajo el mando de su hijo Alciones, mientras él permanecía fuera con el grueso del ejército.
A las luces del amanecer, Pirro vio que todas las plazas fuertes se hallaban bajo control enemigo, haciendo necesario que se retirara. Envió órdenes a su hijo Heleno para romper parte de las murallas, lugar por donde podría retirarse con mayor facilidad, pero a consecuencia de un error en la entrega del mensaje, Heleno intentó penetrar en la ciudad por el mismo lugar en que Pirro se retiraba. Las dos mareas se encontraron de frente, y para aumentar la confusión uno de los elefantes cayó al suelo en la puerta, y un segundo se tornó salvaje e ingobernable. Pirro se hallaba a retaguardia, en un lugar más amplio de la ciudad, intentando mantener a raya al enemigo. Mientras combatía, fue ligeramente herido en el pecho por una jabalina y, al girar para vengarse del argivo que le había atacado, la madre del soldado, viendo a su hijo en peligro, arrojó desde el tejado de la casa en que se hallaba una pesada teja, que golpeó a Pirro en la nuca. Cayó de su caballo aturdido y fue reconocido por uno de los soldados de Antígono llamado Zópiro. Fue asesinado allí donde yacía, decapitado y su cabeza enviada a Alciones, que llevó exultante el sangriento trofeo a su padre Antígono. Pero este apartó la mirada e hizo enterrar su cuerpo con todos los honores. Sus restos fueron depositados en el templo de Démeter.

## Legado
Pirro tuvo cuatro esposas:
1. Antígona, hija de Berenice I de Egipto.
2. Una hija de Audoleón, rey de los peonios.
3. Bircena, hija de Bardilis I, rey de los ilirios.
4. Lanassa, hija de Agatocles de Siracusa.

Sus hijos fueron:
1. Ptolomeo, nacido en 295 a. C. y muerto en combate en 272 a. C.[40]
2. Alejandro, que sucedió a su padre como rey de Epiro.[41]
3. Heleno, hijo de Lanassa.[42]
4. Nereis, que se casó con Gelón de Siracusa.
5. Olimpia, que se casó con su hermano Alejandro.
6. Deidamia o Laodamia.

### Balance
Pirro falleció en 272 a. C. a los cuarenta y seis años de edad y en su trigésimo segundo año de reinado. Fue el mayor guerrero y uno de los mejores príncipes de su tiempo. Si se le juzga desde el punto de vista de corrección y moralidad pública modernos, aparecerá como un monarca preocupado únicamente por su engrandecimiento personal, capaz de sacrificar los derechos de otras naciones para incremento de su gloria y satisfacción de sus ambiciones. Si se le juzga de acuerdo a la moral de su época, en que cualquier príncipe griego creía tener derecho a reinar sobre aquellos territorios que su espada pudiera ganar, vemos más rasgos dignos de admiración que de censura en su conducta.
El historiador griego Plutarco habla de él en estos términos:

(...) sin cesar pasaba de unas esperanzas a otras, de una prosperidad tomaba ocasión para otras varias, si caía intentaba reparar la caída con nuevas empresas, y ni por victorias ni por derrotas hacía pausa en mortificarse ni en ser mortificado.
Plutarco, Vidas Paralelas: Pirro 30

El escritor estadounidense Jacob Abbott dice de él:

His capacity and genius were in fact so great, as to make him, perhaps, the most conspicuous example that the world has produced of the manner in which the highest power and the noblest opportunities may be wasted and thrown away. He accomplished nothing. He had no plan, no aim, no object, but obeyed every momentary impulse, and entered, without thought and without calculation, into any scheme that chance, or the ambitious designs of others, might lay before him (...) His crimes against the peace and welfare of mankind did not arise from any peculiar depravity; he was, on the contrary, naturally of a noble and generous spirit (...)
Su capacidad y genialidad fueron en realidad tan grandes como para convertirle, quizá, en el ejemplo más evidente que ha producido el mundo de cómo un gran poder y las oportunidades más nobles pueden ser desperdiciadas y arrojadas por la borda. No consiguió nada. No tenía un plan, un objetivo, sino que obedecía a cada impulso momentáneo, y emprendía sin cuidado ni reflexión previa cualquier tarea que el azar, o los ambiciosos designios de otros, pudieran colocar frente a él (...) Sus crímenes contra la paz y bienestar de la humanidad no nacieron de ninguna extraña depravación, sino que, por el contrario, era de noble y generoso espíritu.
*Abbott, Jacob; Charles Mason Remey, Robert Todd Lincoln (1854). History of Pyrrhus (en inglés). Nueva York y Londres: Harper & Brothers. 

Montesquieu le dedica un capítulo entero, el cuarto, en su obra Considérations sur les causes de la grandeur des Romains et de leur décadence (1721):

La grandeza de Pirro no consistía en otra cosa que en sus cualidades personales. Plutarco nos dice que se vio obligado a hacer la guerra porque no podía mantener entretenidos los seis mil hombres de infantería y seis mil de caballería con que contaba. Este príncipe, señor de un pequeño Estado del que no se ha vuelto a oír hablar después de él, era un aventurero que se embarcaba en empresas continuas porque no podía subsistir sino emprendiéndolas.
*de Secondat, Charles Louis (1962). «Capítulo IV: De Pirro». Grandeza y decadencia de los romanos (Colección Austral) 253. traducción de Matilde Huici (4.ª edición). Madrid: Espasa Calpe. p. 152. OCLC 1905368. Archivado desde el original el 3 de diciembre de 2011. Consultado el 18 de febrero de 2010.

### «Victoria pírrica»
La expresión «victoria pírrica» se ha convertido con el paso del tiempo en sinónimo de éxito logrado a un coste muy alto, y que no siempre merece la pena conseguir. Esta expresión ha pasado a aplicarse a todos los ámbitos y no solo el militar: por ejemplo, el resultado de unas elecciones ganadas por un escaso margen que no permiten a un partido acceder al gobierno.

### Pirro como gobernante
El gobierno sobre sus dominios nativos parece haber sido justo e indulgente, pues sus epirotas permanecieron siempre fieles a su rey incluso durante su larga ausencia en Italia y Sicilia. Sus guerras en el extranjero se llevaron a cabo sin crueldad u opresión innecesarias, y se le acusa de menos crímenes que a cualquiera de sus contemporáneos. El mayor testimonio de la excelencia de su vida privada se percibe en que, en esos tiempos de traición y corrupción, siempre mantuvo el afecto de sus sirvientes. Por ello, con la solitaria excepción del médico que ofreció envenenarle, no se menciona ninguna ocasión en que fuera abandonado o traicionado por oficiales o amigos. Con su arrojo, su capacidad estratégica, su afable conducta y su porte real, pudo convertirse en el monarca más poderoso de su tiempo, si hubiera perseverado firmemente en el objetivo inmediato que tenía ante él. Pero nunca descansaba satisfecho con ninguna nueva adquisición, y siempre buscaba nuevos objetivos: Antígono le comparaba con un jugador de dados, que conseguía algunas tiradas afortunadas, pero era incapaz de aprovecharlas.

### Pirro como general
Pirro fue aludido posteriormente como uno de los mejores generales que habían existido. Procles el cartaginés le consideraba superior incluso a Alejandro en las artes de la guerra. Aníbal afirmó que, de todos los generales, Pirro era el primero, Escipión el segundo y él mismo tercero aunque según otra versión colocaba a Alejandro en primer lugar, a Pirro en segundo y a él mismo en tercer lugar.

Procles el cartaginés de hecho consideraba superior a Alejandro en cuanto a su buena fortuna y a la brillantez de sus logros; pero decía que Pirro era el mejor táctico de infantería y caballería y en invención de estratagemas de guerra.
Pausanias, Descripción de Grecia 4.35.4

El historiador militar romano Frontino refleja algunas de las tácticas de Pirro en su libro Stratagemata (estratagemas):

(...) entre muchos otros preceptos sobre el arte de la guerra, recomendaba no presionar nunca sin descanso tras un enemigo en fuga, no solo para evitar que se viera obligado a resistir furiosamente, a consecuencia de la necesidad, sino también para que en el futuro ese mismo enemigo se viera más inclinado a huir, sabiendo que su vencedor no intentaría destruirle en la huida.
Frontino, Estratagemas 2, 6.9

El historiador militar estadounidense Theodore Ayrault Dodge escribe a propósito de Pirro:

Pirro no puede ser contado entre los grandes soldados de la Historia. Era brillante, no carecía de habilidad, poseía la presencia y muchas de las cualidades intelectuales que van asociadas a un gran capitán. Pero no tenía solidez. Sus planes no tenían consistencia. Fracasó su política sobre las ciudades de Sicilia e Italia, y la mayoría de sus acciones militares se basaban en la audacia más que en la planificación.
Theodore Ayrault Dodge

### Pirro como escritor
Pirro escribió un libro sobre el arte de la guerra, muy popular en tiempos de Cicerón y sus comentarios son citados tanto por Dionisio de Halicarnaso como por Plutarco.
También desarrolló un juego de tácticas militares. Este juego de guerra fue posteriormente conocido en Roma como Latrunculi, y los grandes jugadores de este juego extraordinariamente difícil de estrategia, construcción de campamentos, avance y retirada, eran alabados en la poesía. o en su epitafio. Se ha intentado reconstruir el juego en varias ocasiones, poco convincentes ante la luz de las evidencias de la Antigüedad. Su modo de juego, y el rol del dado en el mismo, pueden deducirse hasta cierto punto de las descripciones de Ovidio en Tristia 2.475-80, del Laus Pisonis, fragmentos del perdido Sobre los juegos de los griegos de Suetonio, Pólux 9.97-8, y un tratado y poema renacentista de Celio Calcagnini de Ferrara (p. 296-300).

| Predecesor: Alcetas II de Epiro Neoptólemo II de Epiro | Rey de Epiro 307-302 a. C. 297-272 a. C.                           | Sucesor: Neoptólemo II de Epiro Alejandro II de Epiro |
| Predecesor: Demetrio I de MacedoniaAntígono II Gónatas | Rey de Macedonia 288-285 a. C. con Lisímaco de Tracia273-272 a. C. | Sucesor: Lisímaco de TraciaAntígono II Gónatas        |